# Au nom de tous les miens
Pour le film, voir Au nom de tous les miens (film).
Au nom de tous les miens est un livre autobiographique de Martin Gray paru en 1971. L'action se situe en Pologne et en Allemagne durant la Seconde Guerre mondiale, puis aux États-Unis et en Europe. Le livre se déroule notamment dans le Ghetto de Varsovie et le Centre d'extermination de Treblinka.
Présenté comme une autobiographie, l'ouvrage est en réalité rédigé par Max Gallo, historien mais aussi romancier ayant reconnu avoir pris des libertés avec la véritable histoire de Martin Gray. Principalement, selon plusieurs historiens, la description du camps de Treblinka faite dans l’œuvre ne correspond pas à la réalité, mettant en doute le fait que Martin Gray y aurait réellement été. En 2016, peu de temps avant sa mort ce dernier dénoncera cette attaque.
Le livre fut adapté au cinéma en 1983 sous le même titre.

## Résumé
En 1939, la Pologne est envahie par les Allemands. Martin Gray (né le 27 avril 1922) a alors 17 ans. Le livre raconte la vie dans Varsovie sous l'occupation allemande puis le parcage des juifs dans le Ghetto. Dans ce lieu quasi isolé du reste de la ville, les habitants meurent de faim. Gray se met alors à faire du marché noir avec l'extérieur. Ces passages du mur du ghetto sont ses premiers actes de résistance contre les Nazis. Il échappe aux camps de concentration pour un temps, mais finit par se faire arrêter avec sa mère et ses deux frères. Ils sont déportés au camp d'extermination de Treblinka où sa mère et ses deux frères sont tués.
Le récit raconte ensuite sa vie au camp de Treblinka, un lieu dédié à l'extermination méthodique des juifs arrivant régulièrement par trains entiers. Compte tenu de sa santé physique, il n'est pas tué et travaille dans divers kommandos, dont les sonderkommandos, qui sont chargés d'extraire les corps des chambres à gaz. Il réussit à s'échapper de ce secteur et à retravailler dans les secteurs de réception des déportés. Enfin il parvient à se faire affecter au chargement des trains en partance des camps, où il se dissimule pour s'évader.

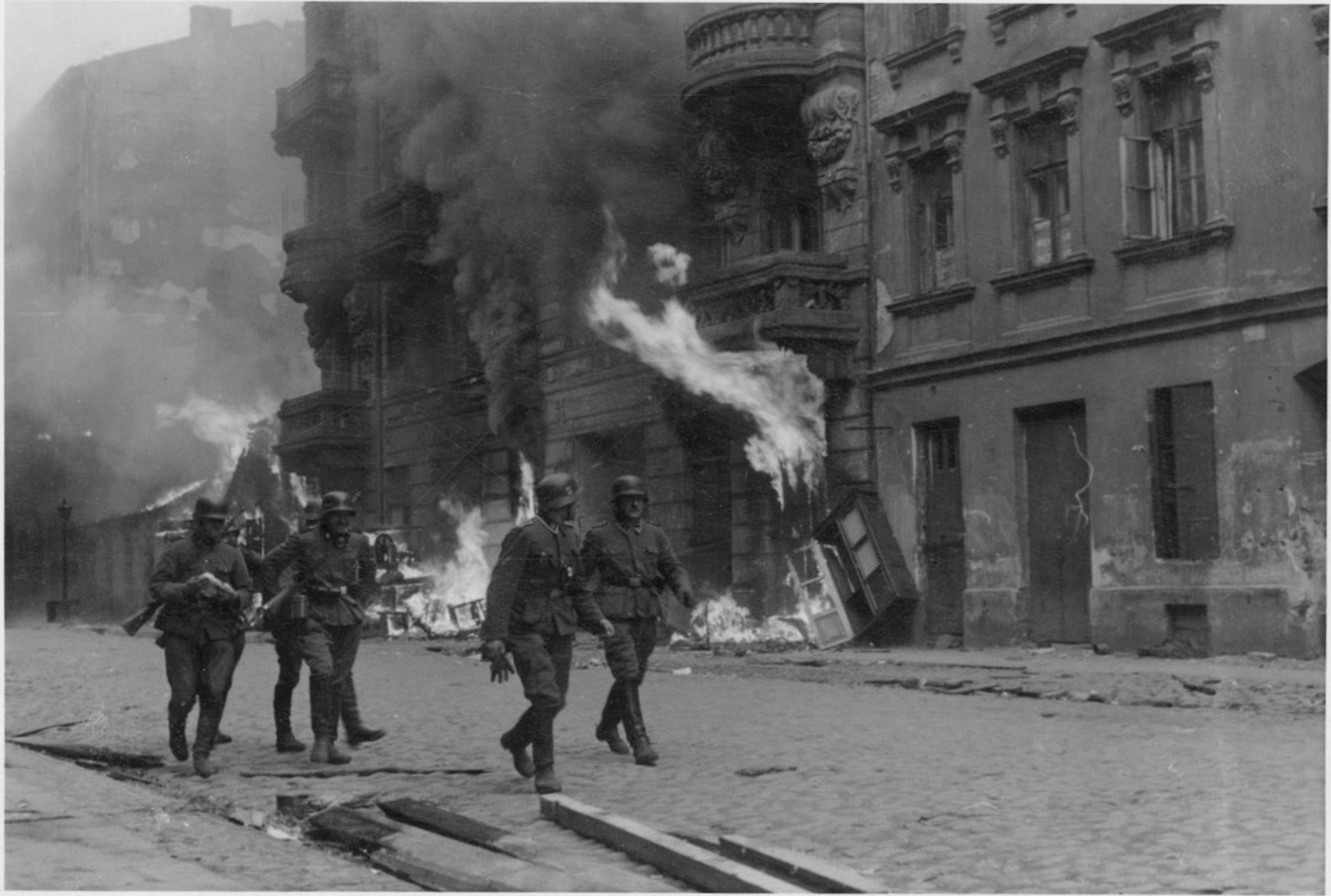
Troupes allemandes durant le soulèvement du ghetto de Varsovie en 1943.

Le troisième volet du livre décrit ses errements dans la campagne polonaise autour de Zambrów, où il cherche à prévenir les juifs encore libres du danger qu'ils courent. Il est finalement arrêté à nouveau mais s'évade et rejoint Varsovie, où il retrouve son père et participe au soulèvement du ghetto. Son père y meurt et il doit fuir à nouveau. Il rejoint ensuite les partisans, puis l'Armée rouge, au sein de laquelle il finit la guerre et marche sur Berlin le 30 avril 1945.
Après la guerre, il s'installe à New York, où il fait fortune en vendant à des antiquaires américains des porcelaines et des lustres non antiques, qu'il fait fabriquer en Europe. Il rencontre sa femme, Dina, et fonde une famille en France où il prend sa retraite. Cependant, le malheur continue à s'acharner contre lui puisque sa femme et ses quatre enfants périssent, le 3 octobre 1970 dans un feu de forêt, lors de l'incendie du Tanneron.

## Critiques de la véracité du livre
Le livre n'est pas directement l'œuvre de Martin Gray mais celle de son prête-plume: Max Gallo. Ce dernier aurait amendé voire ajouté des sections entières à l'ouvrage pour satisfaire son éditeur. Gallo aurait reconnu avoir « combiné dans sa tâche les rôles d'historien et de romancier ».

### Séjour à Treblinka
La principale attaque contre la véracité de l'ouvrage émane de l'historienne Gitta Sereny. En 1979, elle publié dans le journal New Statesman un article dans lequel elle critique les négationnistes œuvrant contre la mémoire des atrocités de la seconde guerre mondiale mais également les témoignages faux « en partie ou totalité » postulant que « chaque falsification, chaque erreur, chaque travail de réécriture apporte un avantage aux néo-nazis ».

Selon l'autrice, des erreurs historiques questionnent le fait que Gray serait allé à Treblinka et qu'ayant sollicité Max Gallo sur ce point, ce dernier lui aurait répondu : « J'avais besoin d'un long chapitre sur Treblinka parce que le livre nécessitait quelque chose de fort pour capturer le lecteur ». Selon Gitta Sereny, ce chapitre aurait été ajouté à la demande de l'éditeur, afin de rendre plus dramatique cette partie de l'ouvrage. Il serait inspiré en particulier du roman de Jean-François Steiner, Treblinka, répétant les erreurs commises par celui-ci. Elle précise qu'interrogé à ce propos, Martin Gray lui avait répondu : 

« Mais est-ce important ? La seule chose importante n'est-elle pas que Treblinka ait eu lieu, qu'il fallait écrire là-dessus et que certains juifs devaient être montrés comme des héros ? »

Pierre Vidal-Naquet, après avoir d'abord emboîté le pas à Gitta Sereny, se laisse finalement convaincre par des attestations fournies par Martin Gray et retire ses accusations contre lui, mais continue de reprocher à Max Gallo d'avoir pris des libertés avec la vérité,. Naquet et Sereny condamnent ensemble le procédé de Gallo qui, en mélangeant les genres, alimente les polémiques autour de l'holocauste et le discours de négationnistes comme Robert Faurisson.
Une incertitude demeure donc sur le fait de savoir si la présence de Gray dans le camp est elle-même inventée ou si les erreurs dénoncées par les historiens font partie d'ajouts fictifs de Gallo pour enrichir un récit authentique. La réalité de la vie de Gray au moment de la déportation de sa famille est incertaine. Dans un article de 2014, Sue Vice propose: 

« Bien que Gray ait effectivement vécu dans le ghetto de Varsovie et que les membres de sa famille aient effectivement été déportés à Treblinka où ils ont été tués, Gray lui-même n'y a pas été emmené. Il semblerait que Gray ait plutôt quitté le ghetto et vécu de faux papiers dans la partie aryenne de Varsovie. »

En 2016, dans une série d'interview sur sa vie avec Mélanie Loisel, Gray se défendra : « Il n’y a rien qu’on n’ait pas dit sur moi. [...] On a aussi dit que j’avais fabriqué de toutes pièces mon séjour à Treblinka ».

### Participation au raid sur la prison de Pinsk
Selon le livre, après son évasion de Treblinka, Martin Gray rejoint un réseau de partisan et décrit très brièvement le raid sur la prison de Pinsk, organisé par Jan Ponury (nom de guerre de Jan Piwnik) pour délivrer, entre autres, le capitaine Wania (Alfred Paczkowski), qui aurait été ami de Gray.
Le quotidien polonais Nowiny Rzeszowskie a publié le 2 août 1990 une interview de Wacław Kopisto, qui prit part à ce raid (18 janvier 1943) comme capitaine dans l'unité d'élite Cichociemni. On montra à Kopisto un photo de Martin Gray datant de la guerre et il déclara n'avoir jamais vu Grajewski/Gray en personne. Interrogé sur la présence éventuelle d'un Juif dans l'unité, Kopisto répondit que parmi les seize soldats polonais de son groupe de résistants, il y avait un Juif polonais de Varsovie, Zygmunt Sulima, ami de longue date et, après la guerre, collègue de Kopisto, mais que personne de ressemblant à la photo de Gray n'appartint jamais à l'unité. « Quand j'ai vu Martin Gray pour la première fois de ma vie, c'était sur une photo de 1945 publiée en mars 1990 dans le magazine Przekrój (en) (...) Nous n'étions que seize à participer au raid de 1943 et il n'était pas parmi nous. »

### Livre tenu en défiance par les universitaires
Jean-François Forges estime en 1997 qu'Au nom de tous les miens fait partie des livres qui « mélangent indistinctement histoire avérée et imagination de l'auteur ».
En 2010, Alexandre Prstojevic, universitaire spécialiste de littérature, mentionne dans une même phrase les livres de Martin Gray, de Jean-François Steiner et de Misha Defonseca comme exemples de récits « qui ont tous en commun de laisser planer un doute sur l'identité de leurs auteurs et la réalité de leur présence durant les événements relatés ».